# Patrick (2013)
Patrick is een Australische sciencefiction-horrorfilm uit 2013 onder regie van Mark Hartley. De productie is een remake van een gelijknamige film uit 1978.

## Verhaal

### Proloog
Een verpleegster loopt een verduisterde ruimte binnen. Ze kijkt om zich heen door gebruik te maken van een flitser op een fototoestel. Hiermee ziet ze de gestalte die haar belaagt pas wanneer hij recht voor haar staat. Deze steekt een injectienaald in haar oog en drukt die daarna leeg. De verpleegster overlijdt.

### Hoofdlijn
Verpleegster Kathy Jacquard gaat op sollicitatie bij het Roget Institute, een privékliniek met uitsluitend comapatiënten. Nadat arts Sebastian Roget zijn dochter en hoofdverpleegster Julia Cassidy opdraagt haar aan te nemen, leidt medeverpleegster Paula Williams haar rond op de afdeling. Ze vertelt Jacquard dat haar voorgangster van de ene op de andere dag weg was. Hoe of waarom, weet ze niet.
Naast een zaal vol comapatiënten, is er in de kliniek een kamer met daarop één patiënt, Patrick. Hij ligt op kamer 15. Patrick is op dat moment degene aan wie dokter Roget de meeste aandacht besteedt. Hij houdt zich bezig met experimenten waarmee hij probeert een manier te vinden om comapatiënten te laten ontwaken. Jacquard voelt vanaf het eerste moment een band met Patrick. Zodra ze alleen met hem is, communiceert hij met haar door te spugen. Eén jaar voor 'ja', twee keer voor 'nee'. Wanneer er anderen bij zijn, doet hij niets.
Zodra Cassidy merkt dat Jacquard probeert te communiceren met de patiënten, verbiedt ze haar dit. Ze wil niet dat het personeel een band opbouwt met hen. Terwijl de dagen voorbijgaan, merkt Jacquard dat ze de enige is die met respect en mededogen omgaat met de patiënten. Voor Roget zijn het puur proefkonijnen, Williams gooit met ze alsof het voorwerpen zijn tijdens de dagelijkse verzorging en praat spottend over ze. Wanneer Jacquard toch weer probeert te communiceren met Patrick, onthult hij dat hij telekinetische gaven heeft. Dit doet hij door op haar vragen te antwoorden door antwoorden te schrijven op de computer die op de kamer staat. Hij vertelt Jacquard dat hij in zijn onbestuurbare lichaam geestelijk volledig bij bewustzijn is. Ook voelt hij elke aanraking en pijniging. Op haar vraag waarom hij dit en wat hij kan voor iedereen verborgen houdt, antwoordt hij dat dit geheim is. Hij vertelt haar dat hij voor haar een uitzondering maakt omdat ze hem als enige lief en met compassie behandelt.
Wat Jacquard niet weet, is dat Patricks telepathische krachten veel groter zijn dan ze vermoedt. Hij zoekt op de computer informatie over haar en haar adres op en doet zijn invloed tot bij haar thuis gelden. Wie onaardig is tegen haar, belaagt hij met zijn vermogens. Wie haar probeert te versieren, beschouwt hij als zijn vijand. Daarbij schuwt Patrick er niet voor om zijn rivalen geweld aan te doen. Haar ex-vriend Ed Penhaligon komt hierachter wanneer hij Jacquard terug probeert te winnen. Nadat hij voor haar heeft gekookt, laat Patrick hem allebei zijn handen op de hete gril zetten. Hierdoor sterven de zenuwen daarin compleet af. Bijkomend in een ziekenhuisbed, kan Penhaligon zich niets herinneren van wat er is gebeurd.
Jacquard ziet met afgrijzen toe hoe Roget zijn experimenten op Patrick voortzet en elektroconvulsietherapie inzet. Wanneer ze besluit dat het genoeg is geweest, licht ze haar vriend Brian Wright in. Die belooft haar dat hij ervoor zal zorgen dat de experimenten worden gestopt en de kliniek gesloten. Roget heeft genoeg van Jacquards bemoeienissen en ontslaat haar. Wanneer Wright 's avonds in de auto zit, heeft hij plotseling geen controle meer over de wagen. Het gaspedaal gaat als vanzelf naar de bodem en het rempedaal werkt niet. Zo rijdt de auto over een klif. Wright komt om.
Cassidy bezoekt Jacquard thuis om haar te waarschuwen. Ze geeft toe dat zij en haar vader erge dingen op hun geweten hebben, maar beweert dat iemand anders het ware monster is. Voor ze gaat, overhandigt ze Jacquard een dossier over Patrick. Ze waarschuwt haar dat alleen zijn liefde gevaarlijker is dan zijn haat. Patrick blijkt vroeger geobsedeerd geweest te zijn door zijn moeder, blijkt uit het dossier. Toen hij die in bad aantrof met een minnaar, heeft hij ze allebei vermoord door een broodrooster in het water te gooien. Daarna heeft hij zijn handen in het bad gestoken om ook zichzelf te elektrocuteren. Zo is hij in coma geraakt.
Jacquard beseft dat Patricks telekinetische gaven groter en verder reikend zijn dan ze vermoedde en dat hij verantwoordelijk is voor een aantal gebeurtenissen die ze in eerste instantie niet met hem in verband bracht, zoals Penhaligons erbranding. Ze realiseert zich dat hij zo ook Wright heeft vermoord. Wanneer haar badkamerdeur dichtslaat, schreeuwt ze Patrick toe dat hij haar met rust moet laten. Hij laat op haar beslagen spiegel de woorden "You are mine" verschijnen. Wanneer Jacquard Patrick uitscheldt, laat hij de spiegel ontploffen en bedelft hij haar onder de scherven.
Cassidy gaat naar de kelder van het instituut. Ze wil de stroom uitschakelen en daarmee ook de machines die Patrick in leven houden. Hij voorkomt dat ze hierin slaagt door haar te elektrocuteren. Roget besluit om een einde aan Patricks leven te maken met een dodelijke injectie. Patrick gebruikt zijn gave om hem tegen te houden. Hij laat de dokter de pads van het elektroschokapparaat op zijn eigen slapen zetten en gebruiken. Hij sterft aan de gevolgen. Penhaligon arriveert in de kliniek om Jacquard te zoeken. Hij wordt er ontvangen door Williams. Die is alleen onder controle van Patrick en sluit Penhaligon op in een koelruimte, bij het lichaam van de vermoorde verpleegster. Wanneer Jacquard in de kliniek aankomt, is ze er getuige van dat Patrick Williams in de liftschacht laat vallen. Nadat ze dit overleeft, laat hij de lift op haar vallen.
Jacquard gaat naar Patricks kamer en eist dat hij haar vertelt waar Penhaligon is. Die wordt intussen in de koelruimte bij de keel gegrepen door de dode verpleegster, die hem belet te ademen. Patrick laat Jacquard weten dat hij van haar houdt. Hij speelt haar de injectienaald van Roget toe en dwingt haar een keuze te maken. Of ze injecteert zichzelf om zo samen met hem te zijn, of Penhaligon sterft. Jacquard geeft toe en zet de injectienaald op haar arm. Ze houdt ondertussen de klok in de gaten, want ze weet dat op het hele uur de lamp van de vuurtoren door het raam naar binnen zal schijnen. Zodra dit gebeurt, maakt ze gebruik van de tijdelijke verblinding in de kamer om de injectienaald in Patricks hart te steken en leeg te drukken. Terwijl het leven uit hem verdwijnt, verdwijnen ook de krachten uit het lichaam van de dode verpleegster. Penhaligon krijgt weer lucht. Zodra hij Jacquard vindt, gooit Patrick zijn lichaam uit het raam. Het landt op het hek voor de deur, dat zijn hart spietst.

### Epiloog
Jacquard komt het Roget Institute binnen als de nieuwe hoofdverpleegster. Ze begeeft zich naar een ruimte waar de lichamen van Roget, Cassidy en Patrick op behandeltafels liggen. Zodra ze het elektroschokapparaat ter hand neemt, schrikt ze thuis wakker, in bed naast Penhaligon. Het was een droom. Penhaligon zegt haar dat alles in orde is. Het slaapkamerraam slaat schijnbaar uit zichzelf dicht.

## Rolverdeling
- Charles Dance - Sebastian Roget
- Rachel Griffiths - Julia Cassidy
- Sharni Vinson - Kathy Jacquard
- Jackson Gallagher - Patrick
- Peta Sergeant - Paula Williams
- Damon Gameau - Ed Penhaligon
- Martin Crewes - Brian Wright
- Eliza Taylor - Vermoorde verpleegster
- Simone Buchanan - Patricks moeder
- Chris Fortuna - Fraser
- Rod Mullinar - Morris